# Návrat Společenstva prstenu do Dvou věží
Návrat Společenstva prstenu do Dvou věží (v anglickém originále The Return of the Fellowship of the Ring to the Two Towers) je třináctý díl šesté řady amerického animovaného televizního seriálu Městečko South Park. Premiéru měl 13. listopadu 2002 na americké televizní stanici Comedy Central. 

## Děj
Kluci musí vrátit videokazetu s filmem Pán prstenů: Dvě věže do videopůjčovny. Jenže nějakým nedopatřením vyměnili kazetu a místo toho nesou kazetu s nejdrsnějším pornem všech dob. Mezitím se Butters, šesťáci a rodiče snaží kazetu ukrást. Uspějí kluci? Kazeta s filmem má být totiž půjčena Buttersovi, jenže omylem dostane nejdrsnější porno všech dob.